# Landbouwhervormingen van Stolypin

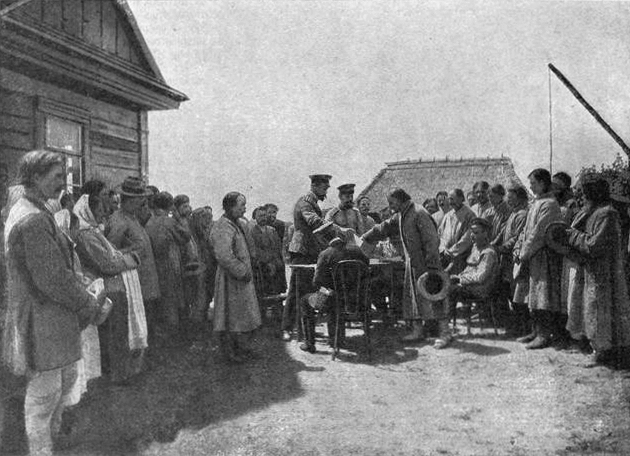
Verdeling van nieuwgevormde boerenbedrijven in Grodno (1909)

De landbouwhervormingen van Stolypin (Russisch: Столыпинская аграрная реформа; Stolypinskaja agrarnaja reforma) duiden de landbouwhervormingen aan in de landbouwsector van het Russische Rijk die werden doorgevoerd tijdens de ambtsperiode van Pjotr Stolypin als Voorzitter (premier) van de Raad van Ministers, 1906-1911. De meeste zo niet alle van deze hervormingen waren gebaseerd op de aanbevelingen van "Speciale conferentie voor de Benodigdheden van de Landbouwindustrie" die tussen 1901 en 1903 werd gehouden in Rusland tijdens de ambtsperiode van Sergej Witte als Minister van Financiën en Voorzitter van de Commissie van Ministers.
Het doel van de hervorming was het omvormen van de archaïsche obsjtsjinavorm van de Russische landbouw die de kleine boeren die waren bevrijd door de Russische emancipatiehervormingen van 1861 bleef gebonden houden. Tot de vele problemen van de obsjtsjina behoorden het gezamenlijke eigendom, verspreide stukken land die waren gebaseerd op familieomvang en een verstikkende mate van controle door de familieoudste.
De hervormingen begonnen met de introductie van het onvoorwaardelijke recht op individueel landeigendom (oekaze van 9 november 1906). In essentie probeerden de hervormingen het obsjtsjinasysteem af te schaffen en het te vervangen door een meer progressieve, kapitalistisch georiënteerde vorm, waarbij privaat eigendom en krachtige moderne boerderijen werden benadrukt.
De hervormingen bestonden uit meerdere facetten en introduceerden:
- De ontwikkeling van een grootschalige individuele manier van landbouw bedrijven (choetoren);
- De introductie van coöperatieve boerderijen;
- De ontwikkeling van landbouwonderwijs;
- De verspreiding of nieuwe methoden van landverbetering;
- Betaalbare vormen van krediet voor boeren bij de boerenbank (Крестьянский банк);
- De formering van een agrarische partij voor het representeren van de belangen van de boeren.

De landbouwhervormingen van Stolypin werden ingevoerd door de staat gedurende een jarenlange overheidscampagne, die liep van 1906 tot 1914. Het systeem was geen centraal geleide economie zoals die van de Sovjet-Unie in de jaren 1920, maar een voortzetting van het staatskapitalismeprogramma dat was gestart onder Sergej Witte, maar dat tot dusver nog niet was toegepast in de landbouwsector. Het verschilde niet van de hervormingen van Witte in het feit dat het ging om een snelle 'push', daar deze ook viel terug te zien in de methoden gebruikt bij Wittes hervormingen, maar in het feit dat Stolypins hervormingen die werden toegepast op de landbouwsector vooruitgang inhield met betrekking tot de rechten van individuen op een grote schaal en gesteund werden door de politie. Deze hervormingen legden het raamwerk voor een vrij kapitalistisch ondernemingssysteem in de Russische landbouw voor het gewone volk.
De belangrijkste ministers die verantwoordelijk waren voor de invoering van de landbouwhervormingen van Stolypin waren Petr Stolypin als Minister van Binnenlandse Zaken en premier, Aleksandr Krivosjein als Minister van Landbouw en Staatsdomeinen en Vladimir Kokovtsov als Minister van Financiën en als opvolger van Stolypin als premier. Een ander belangrijk persoon voor de uitvoering van de hervormingen was Carl Andreas Koefoed.
De hervormingen van Stolypin en het grootste deel van hun voordelen werden teruggedraaid door het landbouwprogramma van de Sovjet-Unie in de jaren 1920.

## Migratie naar Siberië
Door de uitbreiding van de Trans-Siberische spoorlijn en andere spoorlijnen ten oosten van de Oeral en de Kaspische Zee steeg de migratie naar Siberië en het Russische Verre Oosten. Geschat wordt dat tussen 1890 en 1914 meer dan 10 miljoen mensen vrijwillig migreerden vanuit Europees Rusland naar gebieden ten oosten van de Oeral. Dit werd gestimuleerd door de Trans-Siberische spoorlijncommissie waarvan tsaar Nicolaas II de voorzitter was. De landbouwhervormingen van Stolypin omvatte een gesubsidieerde hervestigingsbonus voor boeren die naar Siberië en het Verre Oosten verhuisden. Ongeveer 2,8 van de 10 miljoen migranten trokken tussen 1908 en 1913 naar Siberië als gevolg van deze subsidie. Hierdoor vermenigvuldigde de bevolking in de deelgebieden ten oosten van de Oeral zich met 2,5.

## Coöperatie
Als onderdeel van de landbouwhervormingen werden de volgende vormen van coöperatiehulp ontwikkeld: financiële kredietcoöperatie, productiecoöperatie, consumentcoöperatie. Veel elementen van de coöperatiehulpprogramma's van Stolypin werden in feite meegenomen in de vroege landbouwprogramma's van de Sovjet-Unie, zonder echter aan te geven dat deze in de eerste plaats waren ontwikkeld door een "tsaristische" minister.

## Bron
- Judith Pallot, 1999, Land Reform in Russia, 1906-1917: Peasant Responses to Stolypin's Project of Rural Transformation. Oxford and New York: Clarendon Press. xv + 255. ISBN 0198206569